# Odeon (label)
Pour les articles homonymes, voir Odéon.
Odeon est un label discographique allemand. Depuis 2013, le label Odeon est réutilisé à la suite de la fusion entre EMI et Universal Music.

## Histoire
La société est fondée en 1903 par Max Straus et Heinrich Zuntz à Berlin (Allemagne). Elle marque l'histoire en 1909 en publiant la Suite d'extraits de Casse-Noisette de Tchaïkovski sur quatre disques double face (le premier enregistrement d'une symphonie sera réalisé par Columbia en 1911).
Le label va devenir une filiale de la Société Carl Lindstrom, laquelle possède aussi Beka, Parlophone et Fonotipia. Lindstrom est racheté par la branche anglaise de Columbia Graphophone en 1926. En 1931 Columbia fusionne avec Electrola, HMV et d'autres labels pour former EMI. En 1936, les Nazis prennent le contrôle d'Odeon en plaçant un directeur et un administrateur issus de leur parti. L'usine Odeon est en grande partie détruite lors de l'occupation de Berlin par l'armée soviétique en 1945. Après la Seconde Guerre mondiale, EMI continue d'utiliser Odeon pour effectuer des pressages et diffuser ses produits un peu partout dans le monde.
Avec la vente de la plupart des propriétés d'EMI à son ancien rival Universal Music Group (UMG) en septembre 2012, Universal conserve le droit de rééditer les catalogues japonais d'après-guerre, latino-américain, allemand et certains catalogues européens d'Odéon, tandis qu'un autre ancien concurrent, Warner Music Group (WMG), acquiert les droits sur le reste d'EMI en février 2013 et, avec cela, les rééditions des albums français, scandinaves, espagnols et de la plupart des autres albums européens d'Odéon, afin de se conformer aux conditions de cession de la Commission européenne,,,,. Universal Music Enterprises gère le catalogue Odeon d'UMG, tandis que Parlophone et WEA International s'occupent du catalogue de WMG.
En octobre 2018, Universal Music Germany relance Odeon pour publier le troisième album du groupe de pop cuivrée Querbeat, Randale and Hurra.

## Popularité

### France

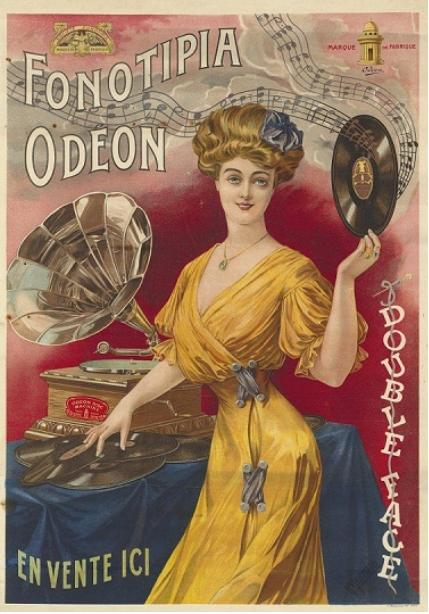
Publicité pour Fonotipia Odeon (1904) signée Ménétrier.

En France, le label développe sa propre politique artistique en signant des accordéonistes virtuoses comme Émile Vacher, Jean Ségurel, Émile Prud'homme, Tony Murena, ainsi que des chanteuses comme Fréhel (en 1908, elle fut l'une des premières femmes à enregistrer un disque), Mistinguett, l'Américaine Josephine Baker, Berthe Sylva, Lily Pons, Marie-José, Barbara, Simone Réal et des chanteurs comme Fred Gouin, Darcelys, Yves Montand, Léo Ferré.
En décembre 1936, la Compagnie Générale des Machines Parlantes Pathé Frères fusionne avec la Compagnie française du Gramophone (La Voix de son maître, Columbia), ainsi naissent en France les Industries Musicales et Électriques Pathé-Marconi, filiale française associée du groupe britannique EMI. Pathé-Marconi édite le label Odeon à partir de 1945.
En 1963, à la suite du rachat de la société française ARTECO (pour « ARt, TEchnique et COmmerce »), Odeon se fait distribuer par CBS Disques, filiale indépendante de sa maison-mère fondée par Albert Bernard. Son catalogue d'avant les années 1960 est aujourd'hui passé dans le domaine public[source secondaire souhaitée].
Odeon est surtout connue en France pour avoir été un temps la maison de disque d'Yves Montand, Léo Ferré et Barbara. Ils ont en outre distribué via Parlophone les premiers disques des Beatles.